# John N. Andrews
John Nevins Andrews (Poland, Maine, 22 de juliol de 1829 - Basilea, Suïssa, 21 d'octubre de 1883) fou membre de l'Església Adventista del Setè Dia, ministre, missioner, escriptor, editor i estudiós estatunidenc. Fou un dels autors més destacats i erudits de la seva època en l'Església Adventista.

## Biografia
John Andrews es convertí en seguidor de William Miller el febrer del 1843 i començà a observar el setè dia de repòs el 1845. El setembre del 1849 conegué James White i Ellen G. White.
El 1850 començà el ministeri pastoral itinerant a Nova Anglaterra i fou ordenat pastor el 1853. Andrews tingué un paper fonamental en l'establiment de la teologia adventista. Entre les seves fites més memorables hi ha la interpretació profètica adventista i identificar la bèstia de dos corns de l'Apocalipsi als Estats Units.
El 29 d'octubre del 1856 es casà amb Angeline Stevens a Waukon (Iowa). el juny del 1859 en una conferència realitzada a Battle Creek (Michigan), fou votat per ajudar J.N. Lougborough en l'evangelisme a Michigan. Després tornà a Iowa la tardor del 1860. Durant aquells anys nasqueren els seus fills, Charles i Mary, escrigué la primera edició del seu famós llibre, The History of the Sabbath and the First Day of the Week, el 1859.
El juny del 1860 Andrews viatjà per fer tasques d'evangelització a Waukon, Nova York. El febrer del 1863 la seva dona i els seus fills es varen traslladar a Nova York, on van néixer uns altres dos fills, John i Angeline, els quals moriren de petits per tuberculosi. El 1864 fou escollit com a representant de la denominació davant la Provost Marshall General, a Washington, per obtenir el reconeixement de l'església com a no combatent. El 14 de maig del 1867 fou escollit com el tercer president de l'Associació General, fins al 18 de maig del 1860, després fou editor de Review and Herald.
El 1872 Angeline va morir, John es va traslladar a South Lancaster, Massachusetts. Dos anys després, Andress i els seus dos fills són enviats oficialment a Europa com els primers missioners adventistes. Andrews col·laborà en l'inici d'una editorial a Suïssa i un periòdic adventista en francès, Les Signes des Temps (1876). El 1878 Mary agafà tuberculosi i morí poc després del tractament. John també va morir de tuberculosi el 1883 a Basilea, Suïssa.

## Obres
- Review of the Remarks of O.R.L. Crozier on the institution, design, and abolition of the Sabbath (1853)
- History of the Sabbath and First Day of the Week (1861, 2nd edition 1873, 3rd edition 1887, 4th edition with L. R. Conradi 1912)
- Samuel and the Witch of Endor, or, The Sin of Witchcraft (186-?)
- The Sanctuary and Twenty-Three Hundred Days (1872)
- The Complete Testimony of the Fathers of the First Three Centuries Concerning the Sabbath and First Day (1873, 2nd edition 1876)
- Sermon on the Two Covenants (1875)
- Three Messages of Revelation 14:6-12 (1877)
- The Sunday Seventh-day Theory; an Examination of the Teachings of Mede, Jennings, Akers, and Fuller (1884)
- The Judgement, its Events and their Order (1890)
- The Sabbath and the Law (1890?)